# メアリー・フリーマン＝グレンヴィル (第12代キンロス女卿)
第12代キンロス女卿ベアトリス・メアリー・グレンヴィル・フリーマン＝グレンヴィル（英語: Beatrice Mary Grenville Freeman-Grenville, 12th Lady Kinloss、1922年8月18日 – 2012年9月30日）は、イギリスの貴族。

## 生涯
ルイス・シャンドス・フランシス・テンプル・モーガン＝グレンヴィル閣下（Hon. Luis Chandos Francis Temple Morgan-Grenville、1889年10月10日 – 1944年8月2日、ルイス・ファーディナンド・ハリー・コートソープ・モーガン＝グレンヴィルと第11代キンロス女卿メアリー・モーガン＝グレンヴィルの次男）と妻キャサリン・ベアトリス・マッケンジー（Katherine Beatrice Mackenzie、旧姓ジャックマン（Jackman）、1960年6月1日没、ジョン・ジャックマンの娘）の長女として、1922年8月18日に生まれた。イーストボーンのレイヴェンスクロフト・スクール（Ravenscroft School）で教育を受け、第二次世界大戦期にはイギリス外務省で働いた。
1944年8月2日に父方の祖母が死去すると、キンロス卿位を継承した。
1950年8月29日、グレヴィル・ステュアート・パーカー・フリーマン（Greville Stewart Parker Freeman、1918年 – 2005年2月3日、アーネスト・チャールズ・フリーマンの息子）と結婚、1男2女をもうけた。同年、ロード・ライアン・キング・オブ・アームズの勅令（decree）を受けて、夫とともに姓を「フリーマン＝グレンヴィル」に改めた。
- ベヴィル・デイヴィッド・ステュアート・シャンドス（Bevil David Stewart Chandos、1953年6月20日 – 2012年1月31日） - 2001年、マリー＝テレーズ・ドリスコル（Marie-Thérèse Driscoll、ウィリアム・ドリスコルの娘）と結婚[4]
- テリーザ・メアリー・ニュージェント（英語版）（1957年7月20日 – ） - 第13代キンロス女卿[4]
- ヘスター・ジョセフィーン・アン（Hester Josephine Anne、1960年5月9日 – ） - 1984年6月9日、ピーター・ハワース（Peter Haworth、A・S・C・P・ハワースの息子）と結婚、子供あり[1]

夫がアフリカ研究、中東研究、イスラム学の講師になり、これらの地域に訪れるようになったため、キンロス女卿も夫に同伴してタンザニアやアデン植民地（現イエメン南部）に行った。1961年から1963年まではアデンに住み、キンロス女卿が回想したところでは「普通の主婦」として過ごした。1963年貴族法の可決に伴い、女性世襲貴族に貴族院議員に就任する権利を与えられると、キンロス女卿もその権利を得たが、一家が帰国してヨーク近くのシェリフ・ハットンに腰を据えるまではほとんど登院しなかった。
貴族院ではクロスベンチャーの1人に属し、1966年に南アラビア連邦の防衛条項について政府を批判したが、その後は財政援助を支持した。1967年7月の初演説もアデン関連の法案に対する演説だった。アフリカと中東関連以外では離婚法改革に反対、安楽死の合法化に反対、障害者と非障害者の統合教育を推進した。1990年から1992年まで貴族院欧州諸共同体委員会の委員を、1993年から1995年まで同委員会の社会及び消費者問題小委員会の委員を務めた。1999年貴族院法の可決に伴い、貴族院議員への自動就任権を失うと、キンロス女卿は同年の貴族院選挙に出馬した。この選挙ではクロスベンチャーに28議席が配分され、79人が立候補したが、キンロス女卿は38位で落選した。
ジェーン・グレイの妹キャサリン・グレイの子孫であり、ジェーン・グレイの王冠相続人としてイングランド王位への請求権を有したが、1968年にデブレッツ社からこのことを教えられたときに「中国の茶をすべて与えられても女王にならない。三人家族の世話をしつつ、貴族院に週3回登院しているので、もうやることが十分です」（I wouldn’t take the job for all the tea in China. I have quite enough to do looking after a family of three while attending the Lords three times a week）と答えた。
2012年9月30日に死去、息子に先立たれたため長女テリーザ・メアリー・ニュージェントが爵位を継承した。